# Abdul Fatawu Dauda
Abdul Fatawu Dauda, född 6 april 1985, är en ghanansk fotbollsmålvakt som spelar för sydafrikanska Chippa United i Premier Soccer League. Han spelar också för det ghananska landslaget.
Han var uttagen i Ghanas trupp vid afrikanska mästerskapet 2008 och 2013.